# Hans Niclas Schwan
Hans Niclas Schwan, född 12 juni 1764 i Kalmar domkyrkoförsamling i Kalmar län, död 1 maj 1829 i Sankt Nikolai församling i Stockholms stad, var en svensk köpman och politiker. Schwan tillhörde den så kallade "Skeppsbroadeln", och var medlem av börsen. Vidare var han politiskt aktiv från 1809, liksom borgarståndets talman.

## Tidiga år
Schwan var son till rådmannen i Kalmar Johan Schwan (1727–1799) och Helena Catharina Botin samt systerson till Anders af Botin. Schwan blev student vid Uppsala universitet 1780 och strax därefter informator i grosshandlare Johan Schöns och konstnären Elisabeth Palms hem i Stockholm.

## Karriär
Schwan erhöll snart därefter plats på kontoret, blev kompanjon i affären och övertog slutligen, gift med en syster till sin förre elev, ledningen av husets angelägenheter, vilket då tillhörde huvudstadens allra förnämsta. Vid sidan om sin affärsverksamhet arbetade han i det allmännas tjänst, bland annat som ledamot i konvojkommissariatet, drätselkammaren, direktionen för Svenska Ostindiska Companiet, Stockholms stads femtio äldste, Generaltullkommissariatet och styrelsen över Stockholms stads undervisningsverk och som ledamot av ett stort antal kommittéer.
Schwan valdes till ledamot av borgarståndet vid den riksdag, som sammanträdde efter statsvälvningen 1809. Samtidigt utsågs han av riksföreståndaren till ståndets talman och insattes av sina ståndsbröder i det hemliga utskott som behandlade frågorna om tronföljden, frederna och det avsatta kungahusets öde. Han var ävenledes vid riksdagarna 1812, 1815 och 1823 borgarståndets talman; vid den sistnämnda lät ståndet prägla en minnespenning till hans ära. Åren 1810–1828 var han bankofullmäktig. I sin egenskap av att vara en energisk och högt ansedd man, tillkallades han den 6 februari 1828 att bli ledamot av Konungens statsråd (det första ofrälse statsrådet), och av Vetenskapsakademien.

## Familj
Schwan var gift med Sara Gustava Adelaide Schön, dotter till grosshandlaren Johan Schön och konstnären Elisabeth Palm. Vidare var han svärfar till Elias Lagerheim. I äktenskapet med Gustava Adelaide föddes flera barn, däribland Johan Gustaf Schwan och Helena Elisabeth Schwan som var gift med en rysk vicekonsul, Claës Peyron.

## Eftermäle och minnen
Schwan finns representerad vid Stadsmuseet i Stockholm.